# Lina Pietravalle
Lina Pietravalle (Fasano, 11 aprile 1887 – Napoli, 19 aprile 1956) è stata una scrittrice italiana di racconti e romanzi.

## Biografia
Lina Pietravalle era figlia di Michele Pietravalle, un medico che fu a lungo deputato radicale. La famiglia, originaria di Salcito, paese della provincia di Campobasso che contava allora circa tremila anime, e del quale i Pietravalle erano stati feudatari, risiedette in varie città d'Italia, per spostamenti motivati dal lavoro del padre, e Lina fu a lungo rinchiusa nel collegio "Villa della Regina" di Torino. Più tardi la scrittrice dirà di aver sofferto in gioventù sia per i frequenti spostamenti familiari, sia per la rigida disciplina a cui era stata sottoposta nel collegio. Considerò come propria la terra di origine dei suoi genitori, il Molise, e in particolare il piccolo paese di Salcito, nel quale è ad esempio ambientato il suo romanzo "Le Catene".
Sposò in giovane età il giornalista Pasquale Nonno (1907); rimasta vedova, si risposò con l'architetto Giorgio Bacchelli (1925), fratello di Riccardo Bacchelli. Il secondo marito morirà in Russia nel 1942; poco tempo dopo morirà anche Lionello, l'unico figlio.
L'attività di autrice di Lina Pietravalle si svolse soprattutto nella seconda metà degli anni venti, fra la pubblicazione con Arnoldo Mondadori Editore del primo romanzo, I racconti della terra (1924), e la pubblicazione con Bompiani dell'ultima raccolta di novelle, Marcia nuziale (1932). In questo stesso periodo scrisse elzeviri e racconti pubblicati su quotidiani del centro-sud a tiratura nazionale quali Il Mattino. Nel 1931 con Storie di paese, una raccolta di novelle, il genere più congeniale alla Pietravalle, ottenne il secondo posto al Premio Viareggio.

## Opere
- I racconti della terra, Roma ; Milano : A. Mondadori, 1924
- Il fatterello : novelle, Milano : A. Mondadori, 1928
- Le catene, Milano : A. Mondadori, 1930
- Storie di paese : novelle, Milano : A. Mondadori, stampa 1930
- Molise, Firenze : Nemi, 1931
- Marcia nuziale , Milano : Bompiani, 1932
- Erbe amare, Milano : Ceschina, 1960 (postumo)
- Novelle molisane; a cura di Nicoletta Pietravalle, Campobasso : Casa molisana del libro, 1975 (postumo)